# Jan Jacobs May van Schellinkhout
Jan Jacobszoon May van Schellinkhout va ser un explorador neerlandès.

## Biografia
May nasqué a la petita vila de Schellinkhout a Holanda. Sembla que era un germà de Cornelis Jacobsz May, també explorador i el primer director de Nieuw Nederland.
Jan Jacobsz May va descobrir l'illa de Jan Mayen com una part de l'exploració feta per la Noordsche Compagnie, May visità l'illa el juliol de 1614. El cartògraf Joris Carolus en va fer un mapa i en aquest mapa figura anomenat un dels promontoris com "Jan Meys Hoeck". Els altres capitans aparentment van mantenr el descobriment en secret i durant 35 anys va ser una estació balenera neerlandesa en exclusivitat.